# Креспо, Эрнан
Эрна́н Хо́рхе Кре́спо (исп. Hernan Jorge Crespo; род. 5 июля 1975[…], Флорида, Буэнос-Айрес) — аргентинский и итальянский футболист и тренер. Выступал на позиции нападающего.
Включён в официальный список 125 лучших футболистов мира, составленный в 2004 году в честь 100-летия ФИФА.

## Карьера

### Клубная
Креспо дебютировал в клубе «Ривер Плейт» в сезоне 1993/94, забил в дебютном сезоне 13 голов в 25 матчах и помог своей команде выиграть чемпионат Аргентины (Апертура-1993). В 1995 году он снова стал чемпионом Аргентины в составе «Ривер Плейта». В 1996 году Креспо внёс значительный вклад в победу «Ривера» в Кубке Либертадорес, сделав дубль в ответном финальном матче на своём поле. На Олимпиаде-1996 в составе сборной Аргентины Креспо завоевал серебряную медаль и стал лучшим бомбардиром турнира с 6 голами. За «Ривер Плейт» Эрнан Креспо забил 24 гола в 62 матчах в чемпионате Аргентины.
В августе 1996 года Креспо перешёл в «Парму» и в первом сезоне забил 12 голов в 27 матчах, чем помог клубу взобраться на второе место в чемпионате по итогам сезона 1996/97 (что является рекордным результатом для «Пармы» и по сей день). В 1999 году в составе «Пармы» стал обладателем Кубка Италии, где в двухматчевом финале турнира, Креспо отличился двумя забитыми мячами, и Кубка УЕФА, в финальном матче этого турнира в Москве в «Лужниках» против марсельского «Олимпика» (3:0) Креспо забил первый гол. Эрнан за 4 сезона в «Парме» провёл 162 матча и забил 80 голов.
В 2000 году Креспо перешёл в «Лацио» за рекордную сумму — 35,5 миллиона фунтов. За 2 сезона за Лацио в Серии А Эрнан провёл 54 матча и забил 39 голов, из них 30 голов в чемпионате только за календарный 2001 год. Всего за два сезона Эрнан Креспо забил за римский клуб 48 голов во всех турнирах.
В 2002 году миланский «Интернационале» приобрёл его за 40 миллионов на замену Роналдо. За один сезон в «Интере» Креспо забил 7 голов в 18 матчах в Серии А и 9 голов в 12 матчах в Лиге чемпионов. Из-за травмы ему пришлось пропустить более чем 3 месяца в 2003 году. Но несмотря на травму, он продолжал показывать красивый футбол, забив 16 голов в 30 матчах.
В августе 2003 года Креспо перешёл за 16,8 миллионов фунтов в лондонский «Челси», но там его дела сложились не вполне удачно; он сыграл во всех турнирах 31 матч и забил 12 голов. После того как летом 2004 года «Челси» возглавил Жозе Моуринью, Креспо был отдан в аренду в «Милан». В «Милане» он забил за сезон 18 голов (в том числе по одному в каждом матче 1/8 полуфинала против «Манчестер Юнайтед», обе игры закончились победой «Милана» со счётом 1:0) и два гола в финале Лиги чемпионов 2004/05, которые не помогли «Милану» одержать победу над «Ливерпулем».
После успешного сезона Креспо в «Милане» и неудач «Челси» в поиске звёздного форварда Креспо был возвращён в лондонский клуб. На этот раз он сразу адаптировался к Англии, забив победный гол в матче первого тура, и в дальнейшем забил несколько важных голов в матчах Премьер-лиги и Лиги чемпионов. Всего он забил 13 голов в сезоне 2005/06.

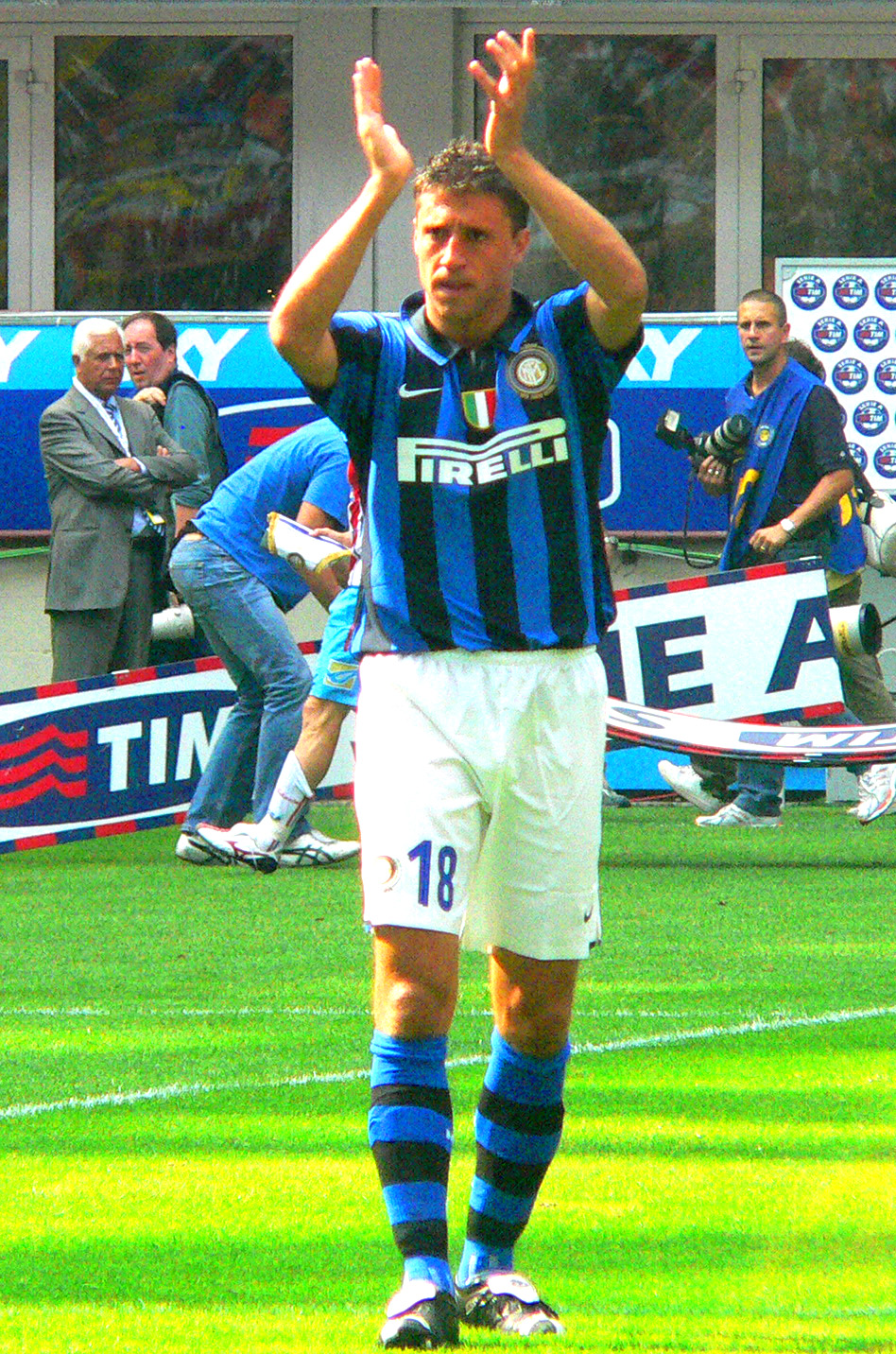
Креспо в составе «Интера» в 2007 году

В августе 2006 года он был отдан в аренду в миланский «Интер». В декабре 2006 года Креспо забил свой 125-й гол в Серии A.
В 2009 году Креспо как свободный агент перешёл в клуб «Дженоа», подписав с командой контракт на два года.
В конце января 2010 в зимнее трансферное окно Креспо вернулся в «Парму», где прошли его самые первые знаменитые годы в Европе. Именно там аргентинец превратился в звезду мирового класса и выиграл множество титулов. Креспо сначала выбрал себе 77 номер, как попросили болельщики (это год основания фан-движения «Пармы»). Правда дебют отложился из-за травмы, полученной в «Дженоа» более чем на месяц. Но далее Креспо вновь наконец надел футболку клуба его сердца. Креспо отдавал голевые передачи, но никак не мог забить, впрочем в последнем матче сезона на последней минуте долгожданный гол состоялся. На фарт Эрнан всё же сменил номер — взял любимую девятку.
Второй сезон пошёл значительно удачливее в плане результативности, Креспо стал лидером команды (по ходу сезона вытеснив из основы болгарина Божинова) и к Новому году забил 8 мячей. Далее Эрнан забил ещё 3 мяча, но его преследовали травмы, которые не позволили играть на 100 процентов, и к тому же Креспо был вынужден пропустить много матчей. Роль лидера атак поддержал пришедший из аренды в «Ювентусе» Амаури, и «Парма» в итоге благополучно завершила сезон в Серии А. После сезона 2010/11 Креспо решил продолжить свою карьеру на один сезон. 30 июня 2011 года Креспо и «Парма» подписали договор о продлении сотрудничества до окончания сезона 2011/12.
13 ноября 2012 года Креспо официально объявил, что больше не выйдет на футбольное поле, отметив, что начинает тренерскую карьеру.
В 2013 году Креспо вместе с Джанлукой Дзамброттой, Филиппо Индзаги, Фабио Гроссо и Марко Матерацци получили тренерскую лицензию UEFA Pro.

### В сборной
Эрнан Креспо дебютировал в национальной команде в феврале 1995 года в матче против Болгарии, однако следующего вызова в сборную ему пришлось ждать 16 месяцев.
Креспо выступал за сборную в финальных турнирах чемпионатов мира 1998, 2002 (4 матча (во всех вышел на замену), забил 1 гол) и 2006 (провёл 4 матча, забил 3 гола, получил «Серебряную бутсу» турнира).
Всего за сборную Креспо сыграл 64 матча и забил 35 голов. Он является лучшим бомбардиром сборной Аргентины в отборочных турнирах чемпионата мира.
Выступал на Кубке Америки 2007. В нём он обошёл по количеству голов за сборную Диего Марадону. В матче против сборной Колумбии (2-й матч группового турнира) он получил травму, из-за которой пропустил оставшиеся матчи турнира. Без Эрнана Аргентина в финале уступила 0:3 Бразилии.
За молодёжную/олимпийскую сборную Аргентины провёл 15 матчей, забил 15 голов.

### Тренерская
30 июня 2015 года стал главным тренером клуба «Модена», выступающего в Серии B. Контракт подписан на 1 год с возможностью продления ещё на 2. 26 марта 2016 года был уволен в связи с неудовлетворительными результатами команды.
В декабре 2018 года стал главным тренером клуба «Банфилд».
25 января 2020 года назначен главным тренером клуба «Дефенса и Хустисия». 23 января 2021 года привёл «Дефенсу» к первому в истории клуба трофею, причём международного — в финале Южноамериканского кубка 2020 «альконес» разгромили «Ланус» со счётом 3:0. Однако уже 7 февраля Креспо сообщил об уходе с поста главного тренера команды.
12 февраля 2021 года Креспо был назначен главным тренером бразильского клуба «Сан-Паулу». Контракт подписан на 2 года. 23 мая 2021 выиграл чемпионат штата Сан-Паулу, обыграв в ответном финальном матче «Палмейрас» 2:0. 13 октября 2021 года, за день до матча 26-го тура Серии A 2021 «Сан-Паулу» — «Сеара» (1:1), расторг контракт по обоюдному согласию.
18 июня 2025 года во 2-й раз в карьере возглавил «Сан-Паулу». Контракт подписан до 31 декабря 2026 года.

## Достижения

### В качестве игрока
«Ривер Плейт»
- Чемпион Аргентины (3): Ап. 1993, Ап. 1994
- Обладатель Кубка Либертадорес: 1996

«Парма»
- Обладатель Кубка Италии: 1998/99
- Обладатель Суперкубка Италии: 1999
- Обладатель Кубка УЕФА: 1998/99

«Лацио»
- Обладатель Суперкубка Италии: 2000

«Челси»
- Чемпион Премьер-лиги: 2005/06
- Обладатель Суперкубка Англии: 2005

«Милан»
- Обладатель Суперкубка Италии: 2004
- Финалист Лиги чемпионов УЕФА: 2004/05

«Интер»
- Чемпион Серии A (3): 2006/07, 2007/08, 2008/09
- Обладатель Суперкубка Италии (2): 2006, 2008

Сборная Аргентины
- Чемпион Панамериканских игр: 1995
- Серебряный призёр Олимпийских игр: 1996
- Серебряный призёр Кубка Америки: 2007

### В качестве тренера
«Дефенса и Хустисия»
- Обладатель Южноамериканского кубка: 2020

«Сан-Паулу»
- Чемпион штата Сан-Паулу: 2021

«Аль-Духайль»
- Кубок Звёзд Катара: 2023
- Кубок наследного принца Катара: 2023
- Чемпион Катара: 2023

«Аль-Айн»
- Победитель Азиатской лиги чемпионов 2023/24

### Личные
- Лучший бомбардир чемпионата Аргентины: Клаусура 1994
- Лучший бомбардир Олимпийских игр: 1996
- Лучший бомбардир чемпионата Италии: 2000/01
- Лучший бомбардир Кубка Италии (2): 1999, 2007
- Обладатель «Серебряной бутсы» чемпионата мира: 2006
- Входит в состав символической сборной Европы по версии ESM: 2001
- Член символической сборной чемпионата мира 2006
- Включён в список ФИФА 100

## Статистика
| Сезон               | Клуб                | Чемпионат | Чемпионат | Кубок | Кубок | Конт. кубки | Конт. кубки | Другое | Другое | Всего | Всего |
| Сезон               | Клуб                | Игры      | Голы      | Игры  | Голы  | Игры        | Голы        | Игры   | Голы   | Игры  | Голы  |
| ------------------- | ------------------- | --------- | --------- | ----- | ----- | ----------- | ----------- | ------ | ------ | ----- | ----- |
| 1993/94             | Ривер Плейт         | 25        | 13        | 0     | 0     | 3           | 0           | -      | -      | 28    | 13    |
| 1994/95             | Ривер Плейт         | 18        | 5         | 0     | 0     | 4           | 2           | -      | -      | 22    | 7     |
| 1995/96             | Ривер Плейт         | 19        | 6         | 0     | 0     | 13          | 10          | -      | -      | 32    | 16    |
| 1996/97             | Парма               | 27        | 12        | 1     | 0     | -           | -           | -      | -      | 28    | 12    |
| 1997/98             | Парма               | 25        | 12        | 2     | 0     | 8           | 2           | -      | -      | 35    | 14    |
| 1998/99             | Парма               | 30        | 16        | 7     | 6     | 8           | 6           | -      | -      | 45    | 28    |
| 1999/2000           | Парма               | 34        | 22        | 2     | 0     | 5           | 3           | 1      | 1      | 42    | 26    |
| 2000/01             | Лацио               | 32        | 26        | 1     | 0     | 6           | 2           | 1      | 0      | 40    | 28    |
| 2001/02             | Лацио               | 22        | 13        | 4     | 4     | 7           | 3           | -      | -      | 33    | 20    |
| 2002/03             | Интер               | 18        | 7         | 0     | 0     | 12          | 9           | -      | -      | 30    | 16    |
| 2003/04             | Челси               | 19        | 10        | 2     | 0     | 10          | 2           | -      | -      | 31    | 12    |
| 2004/05             | Милан               | 28        | 11        | 1     | 1     | 10          | 6           | 1      | 0      | 40    | 18    |
| 2005/06             | Челси               | 30        | 10        | 6     | 1     | 5           | 2           | 1      | 0      | 42    | 13    |
| 2006/07             | Интер               | 29        | 14        | 4     | 4     | 6           | 1           | 1      | 1      | 40    | 20    |
| 2007/08             | Интер               | 19        | 4         | 5     | 2     | 5           | 1           | -      | -      | 29    | 7     |
| 2008/09             | Интер               | 14        | 2         | 3     | 0     | -           | -           | -      | -      | 17    | 2     |
| 2009/10             | Дженоа              | 16        | 5         | 1     | 0     | 4           | 2           | -      | -      | 21    | 7     |
| 2009/10             | Парма               | 13        | 1         | 0     | 0     | -           | -           | -      | -      | 13    | 1     |
| 2010/11             | Парма               | 29        | 9         | 2     | 2     | -           | -           | -      | -      | 31    | 11    |
| Всего в Серии А     | Всего в Серии А     |           |           |       |       |             |             |        |        | 336   | 154   |
| Всего в чемпионатах | Всего в чемпионатах |           |           |       |       |             |             |        |        | 441   | 198   |